# Ruanda (geslacht)
Ruanda is een geslacht van vlinders van de familie spinneruilen (Erebidae), uit de onderfamilie Lymantriinae.

## Soorten
- R. aetheria Strand, 1909
- R. celaenorgyia Collenette, 1936
- R. eleuteriopsis Hering, 1926
- R. furva (Hampson, 1905)
- R. nuda (Holland, 1897)